# Bolinia
Bolinia is een monotypisch geslacht van straalvinnige vissen uit de familie van donderpadden (Cottidae). Het geslacht is voor het eerst wetenschappelijk beschreven in 1991 door Yabe.

## Soort
- Bolinia euryptera Yabe, 1991